# مديرية الشعر
مديرية الشِعِر هي إحدى مديريات محافظة إب في وسط اليمن، وهي مساحة جغرافية شاسعة تندرج فيها أراضي زراعية وجبلية جميعها تعرف بـمخلاف الشعر الحميري. حيث تقع في محافظة اب، والتي كانت تعرف قبل الإسلام بأرض حمير وتضم هذه المخاليف والقبائل الحميرية منها (بعدان، خبان، الشعر، العود، عمار)، وتحديدا يقع مخلاف الشعر جنوب غرب مخلاف خبان وعمار، وجنوب شرق مخلاف بعدان، ويحده من الناحية الجنوبية الشرقية مخلاف العود، ويحده من الناحية الشمالية الشرقية مخلاف خبان وعمار، ويسكن الشعر اليوم احفاد حمير ويضم مجموعة من القبائل جميعهم يعود بهم النسب إلى حمير، وتسمية الشعر نسبة إلى: الشعر بن حمير أحد أولاد ملوك حمير وينسبها الإخباريون إلى الشعر بن حارث بن ذي عين الحميري.

## التقسيم الإداري
تشمل على عدداً من العزل منها: الأملوك، غيل ذي جرادة، المعاليف، المحباب، بيت الرباعي، ذي جراده، الحذرير، القابل الأعلى، القابل الأسفل، عزلة الوسط، العبس، بيت الصايدي، مقنع، المفتاح وتعتبر مديرية الشِعِر من المناطق الغنية بالآثار والغنية بمنتوجاتها الزراعية، وينسبها الأخباريون إلى «الشِعِر بن الحارث بن شرحبيل بن مثوب بن يَرِيْم ذو رعين».

## المركز
مركز المديرية الرضائي، وقد ضبط اسمها القاضي محمد أحمد الحجري في كتابه (مجموع بلدان اليمن وقبائلها) بكسر الشين والعين، وتبعد مديرية الشِعِر عن مدينة إب بمسافة تقدر بنحو 45 كم كما ذكر ذلك الدكتور محمد علي المخلافي في كتابه (موسوعة اليمن السكانية) وذكر أنه يحدها من الشمال مديريتي السدة والنادرة، ومن الجنوب مديرية بعدان، ومن الشرق مديرية النادرة، ومن الغرب مديرية بعدان. ومساحتها 145 كم2، وتتكون من 9 عزل هي: (الأملوك، بيت الصايدي، الحبلة، القابل الأسفل، القابل الأعلى، المفتاح، مقنع، الوسط، العبس، بني عواض). وقد ورد في النتائج النهائية للتعداد العام للسكان والمساكن والمنشآت لعام 2004 م أن عدد سكانها 39805 نسمة وعدد المساكن فيها 5272 منزل وعدد الأسر 4907 أسرة.